# Kasselberg

Köln-Kasselberg

Kasselberg ist eine kleine Ortschaft im Stadtteil Köln-Merkenich.

## Lage
Kasselberg grenzt im Osten an den Rhein. Der Rhein ist ca. 50 Meter von der Hauptstraße und den Häusern entfernt; es handelt sich um ein von Hochwasser bedrohtes Gebiet. Östlich, auf dem anderen Rheinufer, befand sich früher die Wuppermündung, diese wurde nördlich verlegt und liegt nun direkt gegenüber von Rheinkassel. Südlich von Kasselberg befinden sich der Ort Köln-Merkenich und die Autobahn A1 mit der Leverkusener Autobahnbrücke. Westlich von Kasselberg verläuft entlang des angrenzenden Gewerbegebietes Feldkassel die Alte Römerstraße, die einst von den Römern gebaut wurde und von Köln über Neuss nach Xanten verlief. Nordwestlich von Kasselberg befindet sich der Ort Rheinkassel.

## Geschichte

Köln-Kasselberg vom rechten Rheinufer fotografiert

Der Name Kasselberg lässt sich wie der Name Rheinkassel von dem lateinischen castellum ableiten. Ob der Ursprung des Ortes zeitlich so weit zurückreicht, scheint ziemlich fraglich. Zumindest existierte der Ort schon in der frühen Neuzeit und seine Einwohner lebten vor allem vom Fischfang und der Landwirtschaft. Nach der Besetzung des Rheinlandes durch die französischen Truppen im Jahre 1794 kam Kasselberg an die Mairie Worringen im Kanton Dormagen im Arrondissement de Cologne im Département de la Roer. 1815 kam Kasselberg an das Königreich Preußen. Seit 1816 gehörte es zur Bürgermeisterei Worringen im Landkreis Köln. Seit dem 1. April 1922 ist Kasselberg ein Teil der Stadt Köln. Noch 1925 lebte ein Rheinfischer in der Ortschaft Kasselberg. Bis in die 1930er Jahre wurde in Kasselberg eine Fähre nach Rheindorf betrieben. Am 15. Juli 1954 wurde Kasselberg ein Teil des Stadtteils Fühlingen und seit dem 7. Oktober 1963 gehört der Ort zum Stadtteil Merkenich. In den 1960er Jahren gab es Planungen die Rheindörfer Merkenich, Rheinkassel, Feldkassel, Kasselberg und Langel abzureißen und dort Industrie und Hafenanlagen anzusiedeln. Sogar ein Atomkraftwerk war angedacht. Diesen Planungen fiel nur Feldkassel zum Opfer. Seit dem 1. Januar 1975 gehört Kasselberg zum Stadtbezirk Chorweiler.

### Bebauung
- Kasselberg hat elf Häuser, eine Gaststätte und zwei Bauernhöfe.[3]

### Einwohnerentwicklung
- 31. Dezember 2000: 50 Einwohner
- 31. Dezember 2006: 37 Einwohner

## Besonderheit
In seiner Geschichte wurde der Ort mehrmals von schweren Hochwassern heimgesucht. Bei einem Wasserstand von 8,30 Metern ist Kasselberg vom Hochwasser eingeschlossen und wird zur Insel. Der Stadtteil kann dann nur noch per Boot oder watfähigem Fahrzeug erreicht werden.